# 濮阳专区
濮阳专区，中华人民共和国河南省已撤销的行政区，在今河南省东北部。1949年置，属平原省，专员公署驻濮阳县（今濮阳市）。辖濮阳、内黄、清丰、南乐、濮县、范县、观城、朝城、滑县、长垣、封丘11县及濮阳城关区。
1950年，撤销濮阳城关区，改设为镇。1952年，濮阳专区划归河南省；将濮县、范县、观城、朝城4县划归山东省聊城专区。濮阳专区辖7县。
1954年，撤销濮阳专区，将濮阳、清丰、南乐、内黄、滑县5县划归安阳专区；长垣、封丘2县划归新乡专区。

## 历任专员
- 逯琨玉（1952年6月－1953年5月）
- 陈东明（1953年6月－1954年9月）